# The Spectre Within
The Spectre Within è il secondo album in studio del gruppo statunitense     Fates Warning, ed è stato pubblicato nel 1985. Il disco è stato ripubblicato nel 1992 come doppio album assieme a Night on Bröcken. Nel 2002 è stato ristampato con delle tracce aggiuntive.

## Tracce
1. Traveler in Time – 7:11 (Matheos, Arduini, Arch)
2. Orphan Gypsy – 6:00 (Arduini, Arch)
3. Without a Trace – 4:50 (Arduini, Arch)
4. Pirates of the Underground – 7:07 (Matheos, Arduini, Arch)
5. The Apparition – 5:50 (Matheos, Arch)
6. Kyrie Eleison – 5:27 (Matheos, Arch)
7. Epitaph – 12:00 (Matheos, Arch)

### Tracce bonus della ristampa del 2002
1. Radio Underground (Live Underground, versione non definitiva di Pirates of the Underground) – 6:57
2. The Apparition (Rehearsal 1985) – 5:54
3. Kyrie Eleison (Demo 1985) – 5:50
4. Epitaph (Demo 1985) – 11:54

## Formazione
- John Arch - voce
- Jim Matheos - chitarra
- Victor Arduini - chitarra
- Joe DiBiase - basso
- Steve Zimmerman - batteria

### Ospite
- Jim Arch - tastiere[1]